# Akademija (događaj)
Akademija je događaj koji se s prigodnim programom organizira nekim povodom. O povodu ovisi sadržaj i način izvedbe akademije. Svečana akademija je danas najčešći organizirani oblik, kao svečanost povodom obilježavanja raznih obljetnica na svim društvenim razinama.

## U povijesti
Pojam "akademija" potječe od naziva mjesta na kome je Platon držao školu filozofije. Zajedničke teme u nekom području, kao što su razne škole, znanstvene, filozofske ili umjetničke rasprave, bile su počevši od renesanse osnova za stvaranje raznih institucija, koje su pritom preuzele glavno značenje pojma "akademija".
Koncem 18. stoljeća akademijom su nazivani popularni koncerti koje su održavali mnogi glazbenici. Najpoznatiji od njih je Mozart, s mnogobrojnim akademijama održanim nakon preseljenja u Beč, kao što je na primjer prva u nizu od šest akademija održana 23. ožujka 1783. godine.

## Oblici
U naše se vrijeme akademijom nazivaju svečanosti ili skupovi upriličeni povodom (ili u sklopu) proslave nekog značajnog događaja. Najčešće su to svečanosti obilježavanja raznih obljetnica na svim društvenim razinama te se stoga takvi događaji označavaju kao "svečana akademija".
Akademije se mogu razlikovati po načinu izvedbe i po sadržaju.
Većina akademija održava se u zatvorenom prostoru (aule, kazališne, koncertne i druge dvorane). Pristup može biti ograničen samo za uzvanike ili slobodan. Na otvorenom prostoru (gdje spada i stadion) pristup je po pravilu slobodan.
Neki znanstveni skupovi (simpoziji) također mogu biti organizirani kao akademije.
Sljedeći primjeri poredani su prema broju organiziranih akademija:
- Školske ustanove imaju najveći broj organiziranih akademija. Visokoškolske ustanove ih organiziraju godišnje, povodom dana škole ili na kraju školske godine. Ostale školske ustanove ih organiziraju povodom značajnih obljetnica.
- Akademije se često organiziraju i povodom obljetnica značajnih državnih događaja.
- I tvrtke organiziraju akademije povodom obilježavanja obljetnica i postignuća u radu.
- Športske organizacije organiziraju akademije povodom obljetnica, često i na otvorenom prostoru.

Sadržaj programa ovisi o namjeni akademije.
- Kod svečanih akademija posebni uzvanici i gosti u svojim govorima navode povijest, uspjehe i značajna dostignuća subjekta akademije. Kod nekih akademija može slijediti prigodni kulturno-umjetnički program.
- Kod športskih akademija koje se održavaju na otvorenom, osim govora i kulturno-umjetničkog dijela, mogu se preko demonstracija predstavljati športovi ili organizirati natjecanja.
- Program znanstvenih akademija obično je bez zabavnog sadržaja i sastoji se od raznih predavanja vodećih stručnjaka iz odgovarajućeg područja. Tu spadaju i glazbene akademije, koje mogu uključiti izvođenje glazbenih djela.